# Allahs Riddere
Allahs Riddere er en ungdomsroman fra  2003 om livet som ung andengenerationsindvandrer i Danmark.
Bogen er udgivet af forlaget Moskito og skrevet af Torben Poulsen.
| Bog | Spire Denne artikel om bøger og tidsskrifter er en spire som bør udbygges. Du er velkommen til at hjælpe Wikipedia ved at udvide den. |